# Comitatul Carroll, Indiana
Comitatul Carroll, conform originalului din limba engleză, Carroll County, este unul din cele 93 de comitate ale statului american Indiana. Conform recensământului Statelor Unite Census 2000, efectuat de United States Census Bureau, populația totală era de 20.155 de locuitori. Sediul comitatului este orașul Delphi.

## Localități

### Orașe și târguri -- Cities and towns
- Nashville

## Demografie
|  | Graficele sunt indisponibile din cauza unor probleme tehnice. Mai multe informații se găsesc la Phabricator și la wiki-ul MediaWiki. |

Date: Wikidata - grafică realizată de Wikipedia